# Lipsko
Lipsko là một thị trấn thuộc huyện Lipski, tỉnh Mazowieckie ở trung-đông Ba Lan. Thị trấn có diện tích 16 km². Đến ngày 1 tháng 1 năm 2011, dân số của thị trấn là 5702 người và mật độ 363 người/km².